# Парусија
Парусија (грч. η παρουσια) теолошки је термин који означава присуство, појаву и долазак Исуса Христа у свет, као и његов други долазак у слави на крају времена. У току времена, термин пароусија углавном је разматран у есхатолошком смислу, односно као други и славни долазак Исуса Христа након апокалипсе, а мистична компонента израза је била у другом плану.

## Етимологија
У Новом завету термин парусија се користи да означи присуство Господа у времену тадашњем, садашњем и будућем.
Термин парусија се користио и као технички термин који означава званичне посете краљевске породице.

## Парусија у цркви
Црква своју веру у Други Христов долазак исповеда и у 7. члану Никејско-цариградског Символа Вере: "И Који ће опет доћи са славом да суди живима и мртвима..."
Други Христов долазак је предвиђен још у Старом завету. Пророк Јоил (2,10-11) говори о сили у којој ће Син Божији да се појави на дан Суда. У Новом завету је Исус на више места говори о Свом поновном доласку: (Мт 16,27; 24,27; 25,31), (Мк 8,38), (Лк 12,40); као и апостоли (1 Јв 2,28; 1 Кор 4,5; 1 Сол 5,2-6). По овим описима други долазак ће бити видљив свима, са јасним знаком Сина Човечијега на небу; а и Он сам ће бити јасно видљив свима.
Парусија се у Православној цркви сматра врхунским догађајем последње стварности, који ће бити испуњење тријумфалне Христове победе над злом. Тај догађај обухвата неколико драматичних есхатолошких збивања:
- Појаву Исуса Христа
- Васкрсење мртвих
- Свеопшти Суд
- Преображај природе
- Крај времена[2]

Парусија има више значења: Христос је по православном учењу светотајински већ присутан: "ево, ја сам са вама у све дане до свршетка вијека" (Мт 28,20). Његова вечна присутност у Цркви и свету је већ остварена. Поред тога, он ће јавно и славно, видљиво свима, поново доћи: "Овај Исус који се од вас узнео на небо, тако ће исто доћи као што га видјесте да одлази на небо" (Дап 1,11). Други Христов долазак, ма колико био одлучујући, нераздвојив је од реалности Првог доласка, и не значи искључиво временску близину на коју је Исус Христос упозорио, јер "о дану томе или ο часу нико не зна, ни Анђели на небу, ни Син, до једино Отац" (Мк 13,32), него је реч ο суштинској близини Парусије.
Хришћани живе с чврстом и непоколебљивом надом у будуће спасење (1 Пет 1,3-4), а та есхатолошка нада претпоставља активно искупљење историјског времена, а не "страшно очекивање суда" (Јев 10,27).